# Kavalleri
- Övre vänster: Fraskt husaranfall under slaget vid Friedland, 1807.
- Övre höger: Fransk dragon med tagen preussiskt flagga under slaget vid Jena-Auerstedt, 1806.
- Undre vänster: Smålands husarregemente, 1866.
- Undre höger: Pappenheim-kyrassiärer i strid, 1600-tal.

Kavalleri eller rytteri är ett beridet truppslag som historiskt använde hästar för förflyttning och strid.
I moderna arméer avser kavalleri oftast motorierat, mekaniserat eller helikopterburna förband, trots att pansartrupper är den egentliga uppföljaren historiskt. Det svenska kavalleriet är idag militärpolis-, spanings- och jägarförband.
Den som tillhör kavalleriet kallas i allmänhet 'kavallerist', liksom 'infanterist' tillhörande infanteriet. Rytteristrid avser främst strid på hästrygg, så kallad uppsutten strid, men även strid till fot involveras vid behov, så kallad avsutten strid. Visst kavalleri, såsom dragoner, använder hästen främst för förflyttning och strider huvudsakligen till fot. I modern tid speglas uppsutten och avsutten strid inom pansarskyttet, vilka ska ha möjlighet att strida både inifrån sitt pansarskyttefordon genom öppningar (uppsutten strid) och utanför fordonet i dess närområde (avsutten strid).
Den troligen största kavallerichocken i historien skedde under slaget vid Wien 12 september 1683, när 18 000 kavallerister av en undsättningsamé från Tysk-romerska riket och Polen, varav 3 000 polska bevingade husarer i spjutspetsen, anföll den ottomanska hären som belägrade staden och skingrade den.

## Etymologi
Kavalleri är troligen lånat från franskans cavalerie, som i sig tillkommit från italienskans cavalleria (liksom tyska: kavallerie, engelska: cavalry) med samma betydelse. Cavalleria härrör från cavallo (häst) och latinets caballus (häst).
Rytteri härrör från medellågtyska rūterie som betyder "rideri" (jämför tyska: reuterei).

## Lätt och tungt kavalleri
Man kan göra en grundläggande uppdelning mellan lätt kavalleri och tungt kavalleri efter graden av bepansring som bärs, främst av ryttaren men också av hästen.

### Lätt kavalleri
Lätt kavalleri användes främst för att spana på fiendens trupprörelser och för att störa samlingar och förflyttningar med snabba utfall för att sedan dra sig undan innan fienden hann omgruppera och slå tillbaka anfallet. Beväpnade med pilbågar eller i senare tid med musköter eller gevär kan dock även ett lätt kavalleri ha en betydande roll som anfallsvapen. Historiska exempel på det är hunnerna, mongolerna under Djingis Khan, mamluker och kosacker.
När de japanska samurajerna stred till häst var de också beväpnade med pilbågar och utgjorde ett formidabelt medeltungt kavalleri, men på grund av den dåliga tillgången på hästar i Japan var kavalleriet aldrig så betydelsefullt i den militära strategin som i Europa och Asien.

### Tungt kavalleri
Tungt kavalleri har som främsta uppgift att anfalla fiendens infanteri eller kavalleri i syfte att bryta igenom försvarslinjen och slå ut fienden. I perioder har det tyngre kavalleriet varit helt dominerande som anfallsvapen på slagfälten.
Det kanske mest välkända exemplet på ett framgångsrikt tungt kavalleri är riddarna under medeltiden som under cirka 500 år stod helt i fokus för krigföringen tills bruket med långa pikar, långbågar och senare framför allt eldhandvapen som musköten bidrog till att åter öka infanteriets betydelse.

## Kavalleri och häststridsvagnar under antiken

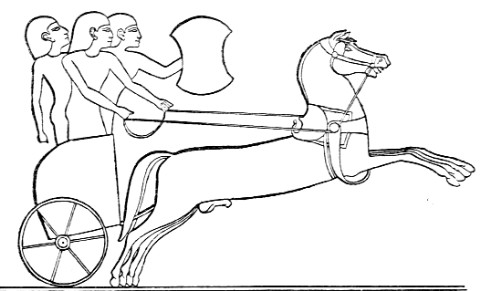
Hettitisk stridsvagn på en egyptisk relief.

Användandet av hästar som riddjur för soldater i militära sammanhang är av ganska sent datum. Även om hästen använts som dragdjur eller för klövjade transporter under många tusen år, dröjde det till omkring tidig järnålder innan man lyckades avla fram hästar som var starka nog för att bära en människa någon längre sträcka. Därför var det tidigaste kavalleriet beroende av stridsvagnar, dragna av två eller ibland fyra hästar.
Stridsvagnen var en uppfinning från de centralasiatiska stäpperna där nomader använde dem för snabba räder mot bofasta jordbrukande samhällen i Kina, Kaukasus, Östra Europa och i "den bördiga halvmånen". Från stridsvagnen slogs man antingen med någon form av spjut eller sköt med projektilvapen. Vanligen fanns en kusk eller körsven som styrde och en eller två stridande soldater.
Bruket spreds snabbt till de angripna folken och senare vidare. Stridsvagnsburet kavalleri hade en stor militär betydelse hos såväl kineser, egyptier, kelterna på de brittiska öarna och i de olika rikena i Mesopotamien, såsom hettiterna. Stridsvagnar användes även tidigt i det antika Grekland men i Homeros tid hade de förpassats till rollen att transportera soldaterna till stridsskådeplatsen. Därmed fick det grekiska stridsvagnskavalleriet i till exempel i kriget mot Troja som det skildras i Iliaden en roll som närmast motsvarade dragonernas (se nedan).

## Kavalleri under nordeuropeisk järnålder
I norden förekom strid till häst redan under järnåldern, men huruvida det förekom bruk av organiserat kavalleri är oklart. Sentida vikingasagor beskriver flertalet beridna strider, men det är osäkert ifall dessa är historiska eller inspirerade från annat håll. I den fornnordiska kulturen finns guden Oden, vilken enligt legenden hade en åttabent häst vid namn Sleipner och ett magiskt spjut som aldrig missar sitt mål vid namn Gungner. I sagorna beskrivs Oden rida Sleipner med Gungner i hand som en lans eller jaktspjut, vilket möjligen är motivet som avbildas på Bökstastenen i Uppland. Enligt legenden ska Oden dö under ragnarök (världens undergång) när han ridandes Sleipner gör ett misslyckat utfall mot Fenrisulven och fångas i dess käftar.
Från att ha uppfunnits och utvecklats i Asien runt århundradena kring Jesu födelse (ca 200 f.Kr. – 100 e.Kr.) ska stigbygeln ha funnit sin väg till Norden och Europa under sen järnålder. Vikingatida fynd har bland annat funnits i Närke och Uppland. Stigbyglar var en stor innovation inom kavalleriet eftersom de ger ryttaren ökad kontroll och balans under gång samt gör det praktiskt möjligt att sitta upp på hästen med tung utrustning och gör det svårare att bli avdragen eller avslagen från hästen. De fornnordiska hästarna, eller 'russen' som de även kallades (fornnordiska: hestr och hross), var mycket små jämfört med dagens hästar, men sägs ha varit mycket starka för sin storlek.
Sydöst om Skandinavien fanns under vikingatiden en numera utdöd västslavisk folkgrupp som befolkade Vendland (Pommern), kallade Venderna. Dessa var liksom de nordiska vikingarna hedningar som bedrev sjöräder, speciellt mot den sydskandinaviska kusten, såsom Danmark och Norge. Gentemot de obskyra nordborna var venderna kända för att använda lätt sjöfarande kavalleri som del av deras rädstrategi. De byggda mindre klinkbyggda båtar som höll två hästar, plus en mindre skara sjökrigare. Vendiska kungen Ratibor I (cirka 1124–1156) ska ha kommenderat en flotta om cirka 550 skepp, vilket indikerar en kavalleristyrka om över 1000 hästar. De vendiska hästarna var likt sina skandinaviska kusiner små och snabba. Som lätt kavalleri var de vendiska ryttarna lätt skyddade och specialiserade sig på bakhåll, överraskande överfall och dylika korta sammandrabbningar. Vid kap Arkona fanns mellan 700- till 1300-talet en kultplats där venderna upprätthöll en kavallerienhet om 300 ryttare.

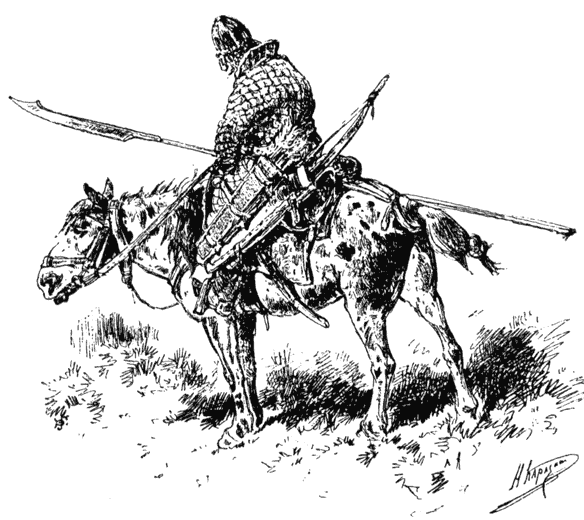
Moskovitryttare med en en (rysk glav), 1300-tal.

Vid medeltidens intåg i Nordeuropa blev kavalleri mer utspritt och väldokumenterat. I vikingatidens eftermäle kom normanderna att bli ökända för sitt bruk av kavalleri, och i det område som idag utgör Ukraina och södra Ryssland kom så småningom kosack-kavalleriet att utvecklas.

## Kavalleriet under tidigmodern tid
Med de nya pik- och hillebardförsedda infanteriet som kostade en bråkdel av det tunga kavalleriet i såväl mobilisering som underhåll visade sig i många fall kunna då det var väl organiserat möta kavalleriet. Med eldhandvapnens intåg i arméerna i Europa under senmedeltiden tvingades man att i motsvarande takt stärka kavalleriets rustningar och därmed ytterligare öka kostnaden under 1400 och 1500-talet. Kulorna från de tunga luntlåsmusköterna som började brukas kunde visserligen främst på nära håll slå igenom det pansar som en häst orkade bära, men de tunga rustningarna medförde att kavalleriet förlorade sin främsta fördel - rörligheten. Hästarna orkade inte med tillräcklig hastighet förfölja fienden och utnyttja ett genombrott, medan fienden snabbt kunde ersätta förlorade trupper kunde förluster bland de tunga ryttarna inte ersättas på samma sätt.
Det nya, lättare bepansrade kavalleriet fick som regel finna sig i att sköta mindre prestigefyllda roller på slagfältet. Det gängse tillvägagångssättet blev karakoll-taktiken. Rytteriet red fram mot det fientliga infanteriets led och fyrade av pistoler och red tillbaka till de egna leden.
Gustav II Adolfs "nya" kavalleritaktik under 30-åriga kriget där kavalleriet helt enkelt enligt polsk förebild utnyttjades för snabba direkta anfall med blanka vapen visade dock att den psykologiska verkan av ett stort och sammanhållet kavallerianfall kan leda till att den fientliga truppen råkar i panik och upplösning. På så vis kan inte truppen stå emot ryttarchocken eftersom försvaret med pikar och musköter kräver stor disciplin.
Kavalleriets andra glansperiod i europeisk historia är perioden från 30-åriga kriget till Napoleonkrigens slut. Här uppkommer en rad nya typer av kavalleriförband.

### Dragoner
Dragoner är av franskt ursprung från slutet av 1500-talet och ett mellanting mellan infanteri och kavalleri. De är beväpnade och organiserade som infanteri, med musköter eller karbiner samt blanka vapen, deras officerare och underofficerare har samma titlar som infanteriets, men soldaterna förflyttar sig till häst och kan även nyttjas som lätt kavalleri. Jämtlands dragonregemente var dock delvis oberidet, sånär som på två kompanier 1700-1713.

### Kyrassiärer
Ursprunget för truppslaget är kroatiskt från sent 1400-tal då stålklädda kroatiska riddare övergav sina lansar för hjullåspistoler. Efterhand övergav man även den tunga helkroppsrustningen. Beteckningen kyrassiär kommer av att de behöll själva kyrassen, eller bröstharnesket, kring överkroppen samt en hjälm. Kyrassiärer är på grund av bepansringen att betrakta som tungt eller medeltungt kavalleri mellan 1600 och 1800-talen. Kyrassiärernas beväpning var som regel en rak värja samt pistoler.

### Husarer
Husarerna är lätta eller medeltunga kavalleriförband av lättare typ än kyrassiärerna. De var på 1400-talet ursprungligen rustningslösa och beväpnade med lans, sköld och sabel, efterhand övergavs både sköld och pik för sabel och pistol. Termen är ursprungligen serbisk men har populariserats genom ungerskan, (huszár plural huszárok) efter de kavalleristyrkor som sattes upp av den ungerske kungen Matthias Corvinus i kriget mot turkarna 1485.
De lättrustade ungerska husarerna blev under 1600-talet stilbildande för truppslaget när de polska bevingade husarerna utvecklades mot ett tungt rustat genombrytande rytteri som under tidig medeltid.
De ungerska husarförbanden slogs senare för bland annat Österrike när delar av Ungern uppgick i det österrikiska kejsardömet 1526. Nationella husarförband med ungersk förebild sattes därefter upp i många länder världen över, även utanför Europa. Husarerna blev kända för sina färggranna och utsirade uniformer.

### Hästjägare
De beridna jägarförbanden har franskt ursprung och är i princip skarpskjutande franska husarer. Denna franska variant av rytteri var lätt beväpnad med sabel och karbin. Uniformen var inspirerad av den ungerska husarmunderingen. I Sverige fanns mellan 1802 och 1892 Jämtlands hästjägare.

### Lansiärer och ulaner
Lansiärerna eller ulanerna var östeuropeiskt, främst polskt, lätt kavalleri som behållit lansen som beväpning efter att eldhandvapnens och artilleriets genombrott på slagfälten på 1600-talet fått det tunga lansbeväpnade stålklädda rytteriet att försvinna.
Ulaner är ursprungligen en polsk benämning på lätta lansiärförband. Från mitten på 1700-talet upplevde lansen en renässans i de tyska staterna på grund av de legoförband av polska ulaner man lejde. Under Napoleonkrigen imponerade polska ulaner i fransk tjänst med sin effektivitet mot både infanteri och kavalleri till den grad att ulanförband uniformerade och beväpnade enligt polskt mönster återfanns i samtliga europeiska arméer.

### Kosacker
Kosackerna har ett delat ukrainskt och ryskt ursprung och i likhet med husarerna och ulanerna uppstod de ur krigen med de tatariska och turkiska folkens lättrörliga ryttarhärar under medeltiden. Kosackerna var till större delen ett irreguljärt brokigt rustat och uniformerat rytteri med låg disciplin men med stor uthållighet på hästryggen, mycket väl lämpade till spaning, bakhåll och ständigt ryckande och slitande i motståndarens sidor och eftertrupper. Beväpningen var oftast sabel och en kort pik, ibland pistoler. Förband med kosackisk förebild sattes upp av både Frankrike och Tyskland under 1800-talet.

## Kavalleri under och efter världskrigen
Kavalleri spelade ingen strategisk roll under något av världskrigen, men hästar var viktiga för militära och civila transporter. Under första världskriget förekom kavalleri framför allt på östfronten men Storbritannien satte upp Imperial Camel Corps i Egypten 1916.
I samband med de bägge världskrigen har kavalleriet utvecklats på olika sätt i olika länder. I Förenta Staterna kom kavalleriet att utgöra stommen i de nya mekaniserade och bepansrade förbanden, medan kavalleriets tradition i Sverige levde vidare inom jägarförbanden där Norrlands dragonregemente (K 4) i Umeå utbildade sina sista beridna enheter för operativ tjänst 1967.
Dagens svenska beridna högvakt måste i detta perspektiv betraktas som en anakronism i sammanhanget, utan operativ eller taktisk betydelse. Det kan däremot vara intressant att notera att såväl svenska Tullverket som Försvarsmakten (representerade av infanteristerna vid Fältjägarregementet, I5, Östersund) under sent 1990-tal ånyo gjort försök med hästar i tjänst vid bland annat gränsövervakning.

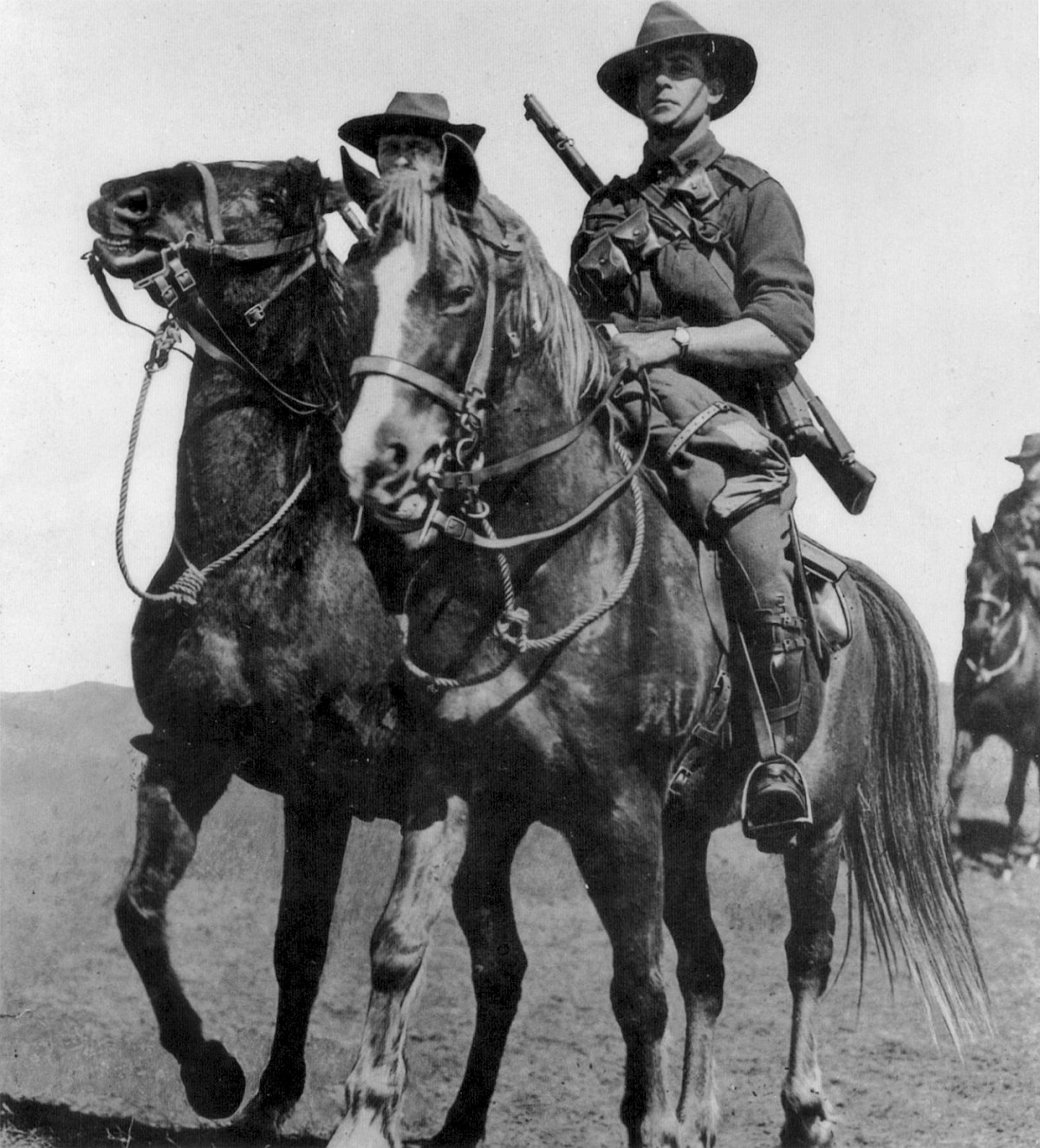
Australienskt kavalleri 1914.
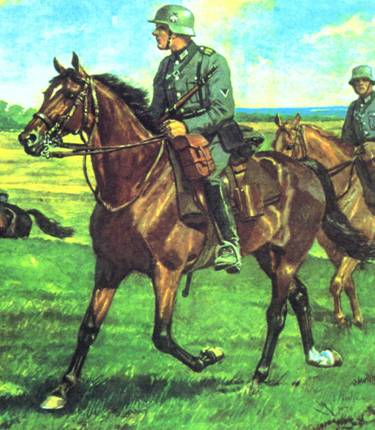
Kavallerie-Regiment 18 av tyska Wehrmacht (1935-1939).
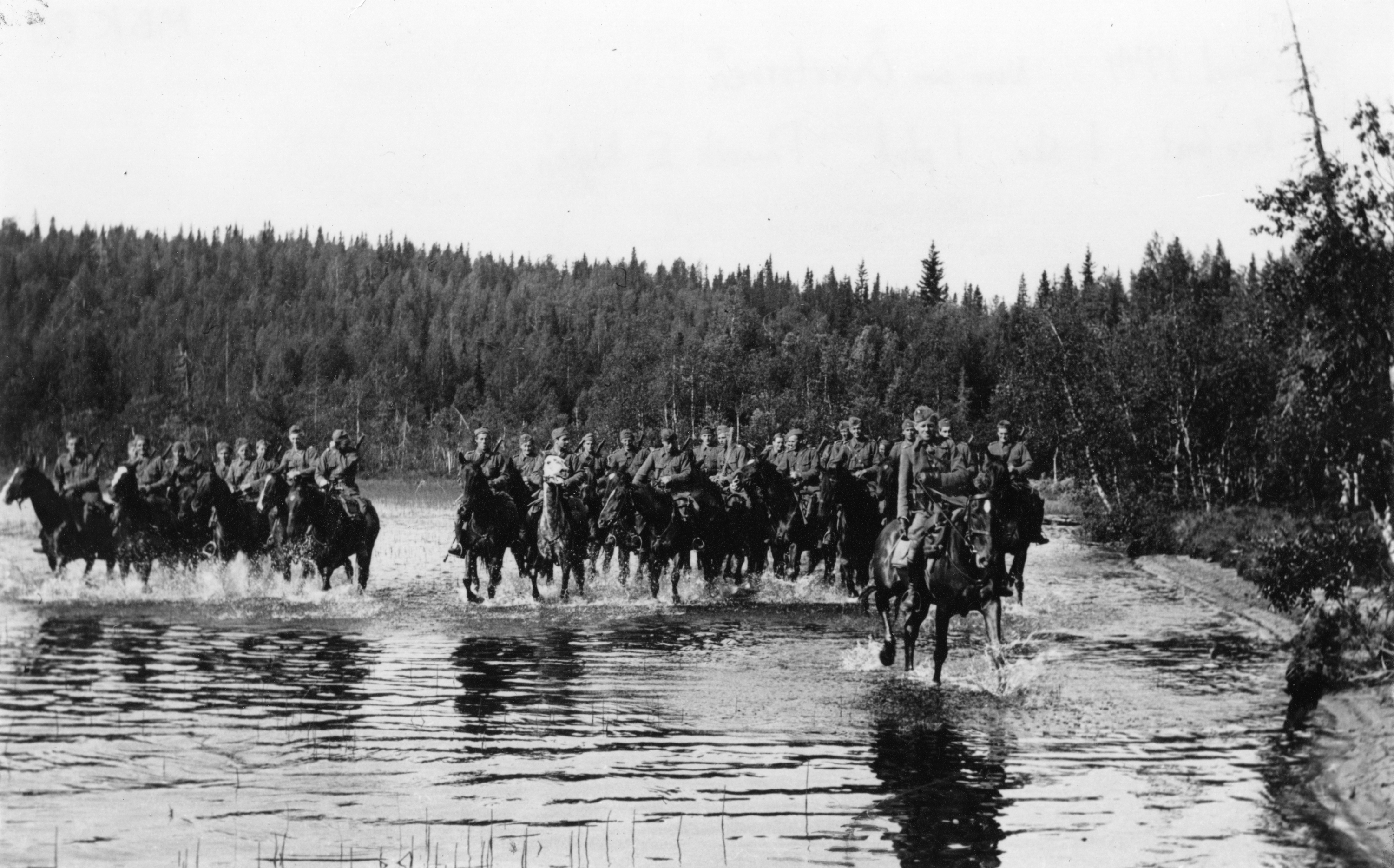
Norrlands dragonregemente K 4, 1944.
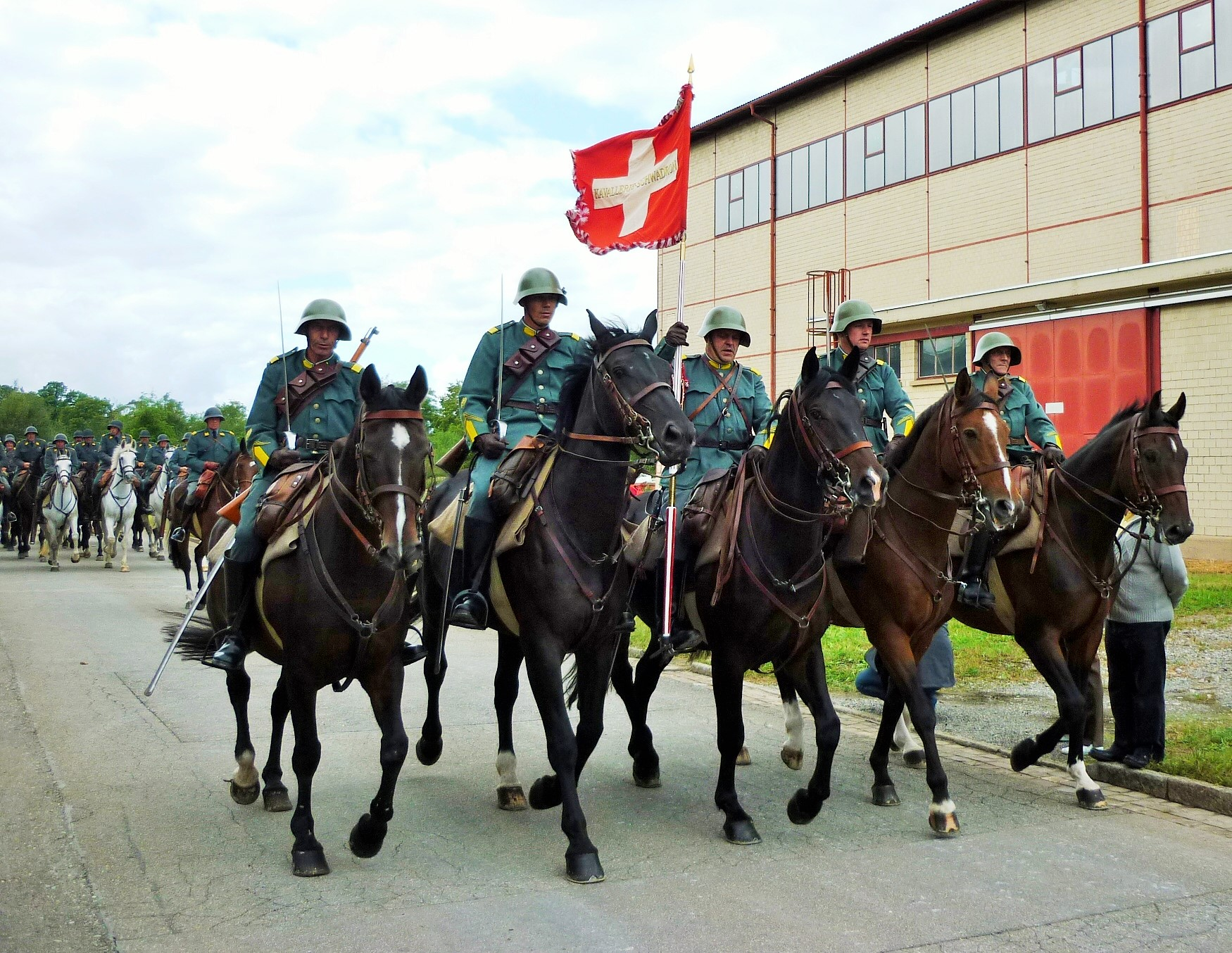
Schweiziska dragoner, 1972.
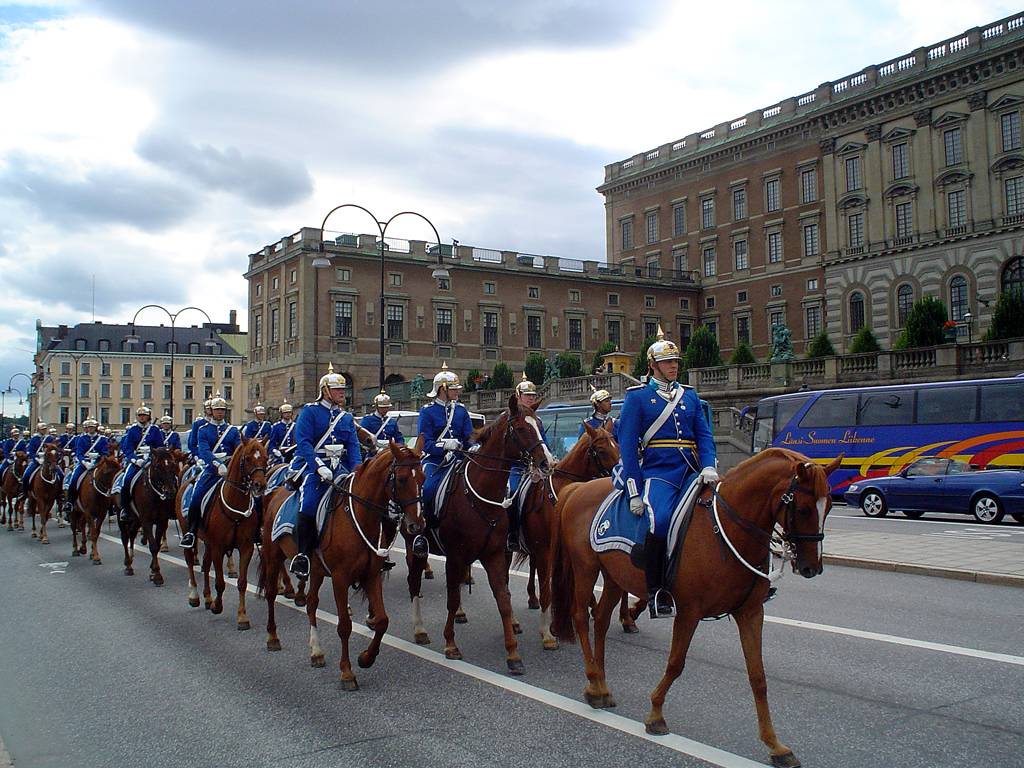
Beriden högvaktspluton på väg från Stockholms slott till kavallerikasernen, 2005.

## Kavalleri i Sverige

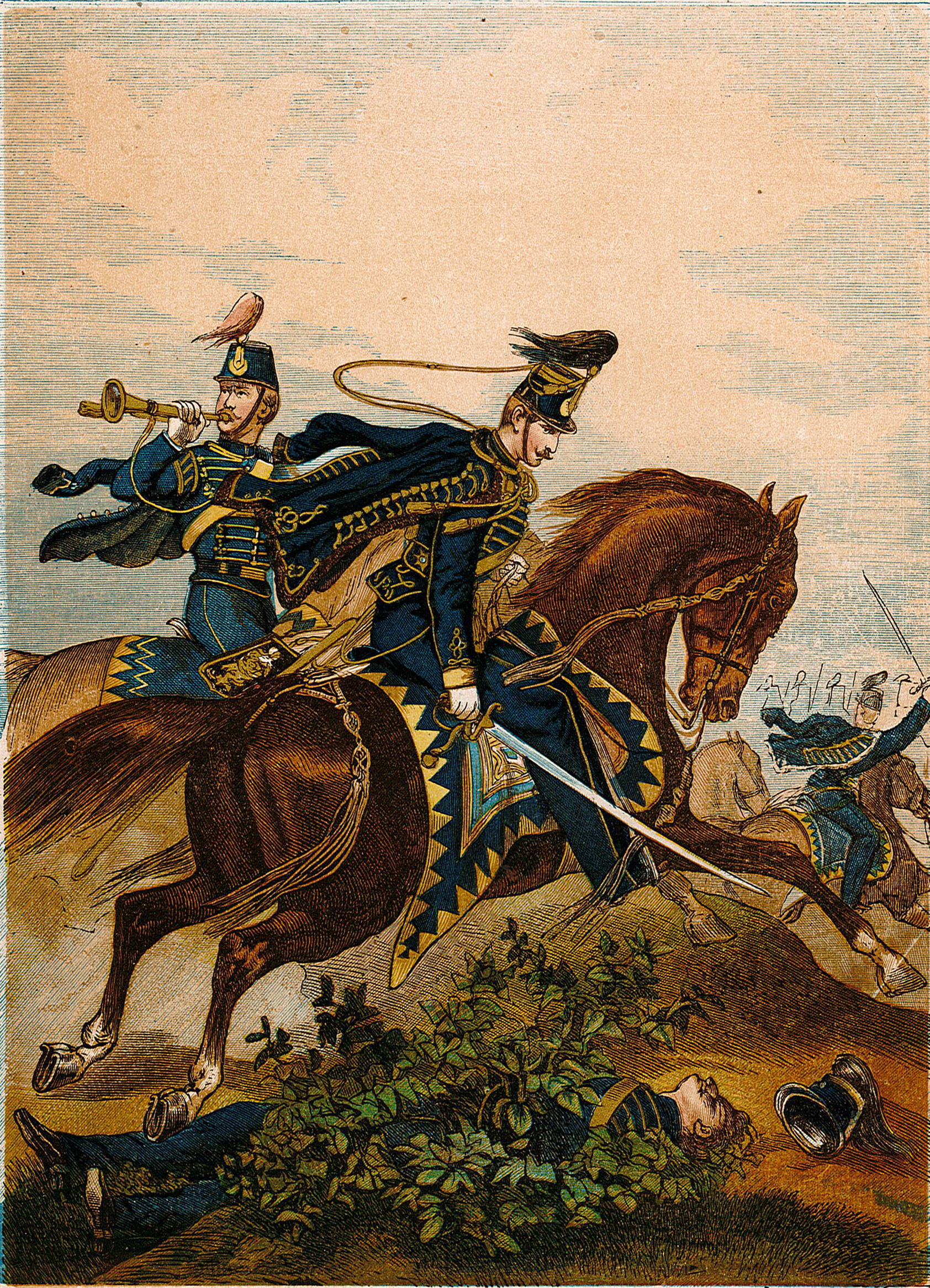
Husar från svenska husarregementet, 1860-tal.

### Adelsfanan
Adelsfanan var ett svenskt kavalleriförband med rötter i "adelns rusttjänst" i Alsnö stadga från 1279. Namnet Adelsfanan kom dock inte i bruk förrän 1571. Samtliga officerare i Adelsfanan var hämtade ur den svenska adeln. Under Gustav II Adolf var Adelsfanan organiserad så att fyra skvadroner värvades inom Sverige och en från Finland. Senare tillkom ytterligare en svensk skvadron och från 1660-talet tillkom en skvadron från Skåne. Förbandet avvecklades 1809 och är därför troligen det kavalleriförband som kontinuerligt varit i tjänst under längst tid i världen, mer än 500 år.